# Jamojaya
Jamojaya ist ein Filmdrama von Justin Chon, das im Januar 2023 beim Sundance Film Festival seine Premiere feierte. Der indonesische Rapper, Singer-Songwriter und Plattenproduzent Brian Imanuel Soewarno, auch Rich Brian, gibt in dem Musikfilm sein Debüt als Filmschauspieler.

## Handlung
Eine Vater-Sohn-Beziehung wird auf die Probe gestellt, als ein aufstrebender Rapper am Scheideweg seiner Karriere beschließt, seinen Manager, der auch sein Vater ist, fallenzulassen.

## Produktion

### Regie und Drehbuch
Regie führte Justin Chon, der gemeinsam mit Maegan Houang auch das Drehbuch schrieb. Der US-amerikanische Schauspieler und Filmregisseur Chon wurde 1981 als Sohn südkoreanischer Einwanderer geboren, sein Vater war Fernsehschauspieler. Für Houang ist es nach einigen Kurzfilmen die erste Arbeit für einen Spielfilm.

### Besetzung

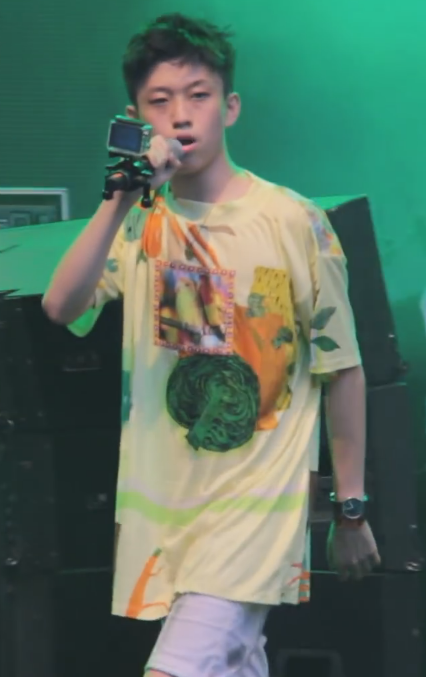
Rich Brians Debütsingle Dat $tick ging 2016 viral

Hauptdarsteller Brian Imanuel Soewarno, auch Rich Brian, ist ein indonesischer Rapper, Singer-Songwriter und Plattenproduzent. Bekannt wurde er durch seine Debütsingle Dat $tick, die erstmals im März 2016 auf SoundCloud veröffentlicht wurde und hiernach viral ging. Von der RIAA wurde die Single später mit Gold ausgezeichnet. Sein Debütstudioalbum Amen wurde 2018 veröffentlicht und erreichte Platz 18 der US Billboard 200.

### Veröffentlichung
Die erste Vorstellung des Films erfolgte am 23. Januar 2023 beim Sundance Film Festival. Dort stellte Chon in früheren Jahren bereits seine Filme Gook und Tiffany Chu and Teddy Lee in Ms. Purple vor. Im Mai 2023 wird Jamojaya beim Los Angeles Asian Pacific Film Festival und beim Seattle International Film Festival gezeigt.

## Rezeption
Von den bei Rotten Tomatoes aufgeführten Kritiken sind 76 Prozent positiv.